# Marissa Township
Die Marissa Township ist eine von 22 Townships im St. Clair County im Westen des US-amerikanischen Bundesstaates Illinois. Im Jahr 2010 hatte die Marissa Township 2468 Einwohner.
Die Township liegt im Metro-East genannten östlichen Teil der Metropolregion Greater St. Louis um die Stadt St. Louis im benachbarten Missouri.

## Geografie
Die Marissa Township liegt im südöstlichen Vorortbereich von St. Louis. Der Mississippi, der die Grenze zum Bundesstaat Missouri bildet, liegt rund 50 km westlich.
Die Marissa Township liegt auf 38° 16′ N, 89° 46′ W und erstreckt sich über 57,8 km² die sich auf 55,5 km² Land- und 2,3 km² Wasserfläche verteilen.
Die Marissa Township liegt im äußersten Südosten des St. Clair County und grenzt östlich an das Washington und im Süden an das Randolph County. Innerhalb des St. Clair County grenzt die Marissa Township im Westen an die Lenzburg Township, im Nordwesten an die New Athens Township und im Norden an die Fayetteville Township.

## Verkehr
In der Marissa Township laufen die Illinois State Routes 4 und 13 zusammen. Alle weiteren Straßen sind County Roads oder weiter untergeordnete innerörtliche Verbindungsstraßen.
Parallel zur State Route 13 verläuft durch die Township eine Eisenbahnlinie der Canadian National Railway, die von St. Louis nach Südosten führt.
Der St. Louis Downtown Airport liegt rund 60 km nordwestlich, der größere Lambert-Saint Louis International Airport liegt rund 80 km nordwestlich der Marissa Township.

## Demografische Daten
Nach der Volkszählung im Jahr 2010 lebten in der Marissa Township 2468 Menschen in 1019 Haushalten. Die Bevölkerungsdichte betrug 44,5 Einwohner pro Quadratkilometer. In den 1019 Haushalten lebten statistisch je 2,42 Personen.
Ethnisch betrachtet setzte sich die Bevölkerung zusammen aus 98,3 Prozent Weißen, 0,7 Prozent Afroamerikanern, 0,2 Prozent amerikanischen Ureinwohnern sowie 0,2 Prozent aus anderen ethnischen Gruppen; 0,8 Prozent stammten von zwei oder mehr Ethnien ab. Unabhängig von der ethnischen Zugehörigkeit waren 0,9 Prozent der Bevölkerung spanischer oder lateinamerikanischer Abstammung.
22,6 Prozent der Bevölkerung waren unter 18 Jahre alt, 60,0 Prozent waren zwischen 18 und 64 und 17,4 Prozent waren 65 Jahre oder älter. 50,7 Prozent der Bevölkerung war weiblich.
Das mittlere jährliche Einkommen eines Haushalts lag bei 46.406 USD. Das Pro-Kopf-Einkommen betrug 22.187 USD. 16,4 Prozent der Einwohner lebten unterhalb der Armutsgrenze.

## Ortschaften
Neben Streubesiedlung existiert in der Marissa Township mit Marissa (mit dem Status „Village“) nur eine selbstständige Gemeinde.